# Bom Jardim da Serra
Bom Jardim da Serra è un comune di 4 024 abitanti (2006) dello Stato di Santa Catarina in Brasile.